# 메디방페인트
메디방페인트(MediBang Paint)는 일본의 메디방에서 개발한 무료 래스터 그래픽스 편집기이다. 윈도우즈, 맥 OS X, 안드로이드 및 IOS에서 사용할 수 있다.

## 기능
- 클라우드 기능을 사용할 수 있다.
- 다양한 브러시와 글꼴이 있다.
- 효과를 넣어 그림의 톤을 조절할 수 있다.
- 레이어 기능이 있어서 러프 스케치, 라인, 컬러, 효과를 분리하여 한 장식 빼내거나 순서를 변경할 수 있다.
- 좌우반전, 상하반전, 올가미와 같은 기능이 있다.
- 그라데이션 기능이 있다.